# Sean Gunn
Sean Gunn (Saint Louis, 22 maggio 1974) è un attore statunitense.

## Biografia
Nato e cresciuto a Saint Louis, Missouri, Sean Gunn nasce in una famiglia cattolica irlandese con altri quattro fratelli ed una sorella. È il fratello minore di James Gunn e di Patrick Gunn.
Sean frequenta la Roman Catholic St. Louis University High School, si diploma nel 1992 e si iscrive alla Goodman School of Drama at DePaul University. Dopo essersi laureato entra a far parte di una compagnia teatrale con alcuni amici.
Nel 2000 Sean recita nel primissimo episodio del telefilm nel ruolo di Mick. Il primo episodio andò così bene che Sean viene scritturato per interpretare il ruolo di Kirk Gleason nel telefilm Una mamma per amica, uno dei più eccentrici abitanti di Stars Hollow. Dal 2002 Sean è un membro regolare del cast.
Mentre interpreta il ruolo di Kirk Gleason, Sean prende parte anche ad altri telefilm in ruoli minori, ad esempio Angel, Una famiglia del terzo tipo, Prima o poi divorzio! e Andy Ritcher Controls the Universe.
Nel 2003 Gunn è il protagonista della featurette The Man Who Invented the Moon, diretto da John Cabrera, suo compagno di scuola alla Goodman School Drama e attore nella serie televisiva Una mamma per amica. Sean e John sono stati stretti colleghi artistici fin dai tempi scolastici a Chicago negli anni novanta.
Nel 2012 partecipa alla terza puntata della quarta serie di Glee.
Dal 2014 al 2023 interpreta il personaggio di Kraglin e dà le movenze al procione alieno Rocket Raccoon (realizzato in CGI e doppiato da Bradley Cooper) nei film Guardiani della Galassia, Guardiani della Galassia Vol. 2, Avengers: Endgame, Thor: Love and Thunder e Guardiani della Galassia Vol. 3, e nello speciale televisivo Guardiani della Galassia Holiday Special.
Nel 2021 partecipa al film del fratello James The Suicide Squad - Missione suicida (facente parte del DC Extended Universe), in cui interpreta in un cameo il personaggio dell'Uomo Calendario e dà le movenze alla donnola antropomorfa Weasel. Nel 2025 ottiene anche il ruolo di Maxwell Lord nel primo film del DC Universe Superman, sempre diretto da suo fratello James.

## Filmografia parziale

### Cinema
- Tromeo and Juliet, regia di James Gunn e Lloyd Kaufman (1997)
- Super - Attento crimine!!! (Super), regia di James Gunn (2010)
- Guardiani della Galassia (Guardians of the Galaxy), regia di James Gunn (2014)
- Po, regia di John Asher (2016)
- The Belko Experiment, regia di Greg McLean (2016)
- Guardiani della Galassia Vol. 2 (Guardians of the Galaxy Vol. 2), regia di James Gunn (2017)
- Avengers: Endgame, regia di Anthony e Joe Russo (2019)
- The Suicide Squad - Missione suicida (The Suicide Squad), regia di James Gunn (2021)
- Thor: Love and Thunder, regia di Taika Waititi (2022)
- Guardiani della Galassia Vol. 3 (Guardians of the Galaxy Vol. 3), regia di James Gunn (2023)
- Superman, regia di James Gunn (2025) - cameo

### Televisione
- Angel – serie TV, episodi 2x09 2x13 (1999)
- Una mamma per amica (Gilmore Girls) - serie TV, 137 episodi (2000-2007)
- Bones - serie TV, episodio 10x5 (2014)
- Superstore - serie tv, episodio 1×6 (2016)
- What If...? - serie animata (2021) - Kraglin Obfonteri (voce)
- The Rookie - serie TV, episodio 4x6 (2021)
- The Terminal List - serie TV, episodio 1x03 (2022)
- Guardiani della Galassia Holiday Special (The Guardians of the Galaxy Holiday Special) - TV special, regia di James Gunn (2022)
- The Good Doctor - serie TV, episodio 6x22 (2023)

### Doppiaggio
- Creature Commandos (2024)

## Doppiatori italiani
Nelle versioni in italiano delle opere in cui ha recitato, Sean Gunn è stato doppiato da:
- Carlo Scipioni in Una mamma per amica, Guardiani della Galassia, Guardiani della Galassia Vol. 2, Thor: Love and Thunder, The Terminal List, Guardiani della Galassia Holiday Special, Guardiani della Galassia Vol. 3
- Gianfranco Miranda in Super - Attento crimine!!!
- Raffaele Palmieri in The Suicide Squad - Missione suicida
- Alessandro Budroni in The Good Doctor
- Edoardo Stoppacciaro in Superman

Da doppiatore è sostituito da:
- Carlo Scipioni in What If...?